# Batu Hampar (Tanah Putih Tanjung)
Batu Hampar is een bestuurslaag in het regentschap Rokan Hilir van de provincie Riau, Indonesië. Batu Hampar telt 528 inwoners (volkstelling 2010).